# Paratropus femoralis
Paratropus femoralis är en skalbaggsart som först beskrevs av Reichardt 1936.  Paratropus femoralis ingår i släktet Paratropus och familjen stumpbaggar. Inga underarter finns listade i Catalogue of Life.